# انجمن شهر تهران
انجمن شهر تهران شورای شهر تهران در دوره پهلوی و نخستین شورای شهر ایران بود که اعضای آن توسط رای مستقیم مردم انتخاب می‌شدند. این انجمن انتخاب شهردار تهران را که توسط وزارت کشور تعیین می‌شد، رسمی می‌کرد. این شورا دارای ۳۰ عضو و ۱۲ کمیته با ۵ عضو بود و هر یک از اعضا می‌توانست در حداکثر دو کرسی حضور داشته باشد. اعضا هفته‌ای یک‌بار در جلسه علنی با حضور شهردار و روزنامه‌نگاران ملاقات می‌کردند.
این شورا از ضعف پاسخگویی دموکراتیک، عدم استقلال اداری و مالی و محدودیت اختیارات رنج می‌برد. آخرین انتخابات شورا در سال ۱۹۷۶ انجام گرفت و با رخداد انقلاب اسلامی در سال ۱۹۷۹، این شورا منحل شد.